# ソニーイメージングプロダクツ&ソリューションズ
ソニーイメージングプロダクツ&ソリューションズ株式会社（英: Sony Imaging Products & Solutions Inc., 略称: SIPS）は、かつて存在した写真映像機器（αなど）の開発、製造、販売などを行うソニーグループの企業。2021年4月1日、再編により新たな「ソニー株式会社」へ統合された。

## 沿革
- 2015年2月 - ソニーは中期経営方針にて、ソニー株式会社社内の事業部門で運営していた事業を順次分社化する方針を発表。
- 2016年10月 - ソニーはイメージング事業の分社化を発表。
- 2017年4月 - ソニーイメージングプロダクツ&ソリューションズ株式会社設立。
- 2021年3月 - 横浜みなとみらい地区のオフィスビル「横浜グランゲート」内（ソニーシティみなとみらい）への本社機能および事業所の移転集約が完了し事業開始[3][4]。
- 2021年4月 - ソニーモバイルコミュニケーションズ株式会社およびソニーエレクトロニクス株式会社、ソニーホームエンタテインメント&サウンドプロダクツ株式会社と統合して消滅、新たなソニー株式会社となった[1][2]。

## 製品
- デジタルカメラ
  - サイバーショット（コンパクトデジタルカメラ）
  - α（アルファ）（デジタル一眼カメラ）
- プロフェッショナルカメラ
- 医療用機器

## 本社機能移転・事業所集約計画
本社は設立時より東京都港区港南のソニーシティ内にあったが、横浜みなとみらい地区（54街区）で清水建設が建設し2020年2月に竣工したオフィスビル「横浜グランゲート」の1棟（3階〜18階）を借り、「ソニーシティみなとみらい」として同年10月以降に順次、本社機能の移転および事業所の集約（ただし、当社が手掛ける非接触IC技術「FeliCa」事業については移転を行わない）、研究開発拠点（カメラ関連技術をはじめとして、プロジェクタを含むディスプレイ製品やメディカル関連機器などの研究開発を行う）の設置を計画していた（移転完了に伴う事業開始は2021年3月）。
しかし、当社は前述の通り2021年4月1日にはグループ他社と統合して消滅、新たなソニー株式会社となっており、実質的には本社機能の移転とはならず、写真映像機器やイメージング事業などの拠点整備（前述の事業所集約や研究開発拠点設置など）にとどまっている。